# Institut Internacional de Ciències Espacials
L'Institut Internacional de Ciències Espacials (International Space Science Institute, ISSI) és un Institut d'Estudis Avançats amb seu a Berna, Suïssa.
El treball de l'institut és interdisciplinari, centrat en l'estudi del Sistema Solar, i engloba les ciències planetàries, l'astrofísica, la cosmologia, l'astrobiologia i les ciències de la Terra. Una activitat principal és la interpretació de dades experimentals recollides per missions d'investigació espacial.
ISSI és una organització sense ànim de lucre i una fundació de dret suís. Les operacions de l'ISSI compten amb subvencions de l'Agència Espacial Europea, la Confederació Suïssa i l'Acadèmia Suïssa de Ciències Naturals (SCNAT). La Universitat de Berna contribueix mitjançant una subvenció per a les seves instal·lacions.
L'ISSI va ser establert el 1995. El capital inicial primari per a l'ISSI va ser proporcionat per Oerlikon Space AG.